# France Vélo Tourisme
 (mai 2013).
Si vous disposez d'ouvrages ou d'articles de référence ou si vous connaissez des sites web de qualité traitant du thème abordé ici, merci de compléter l'article en donnant les références utiles à sa vérifiabilité et en les liant à la section « Notes et références ».
France Vélo Tourisme  est à la fois une démarche, impulsée par l’État français pour promouvoir le tourisme à vélo, et une association loi de 1901.

## La démarche
Lancée en 2011, la démarche France Vélo Tourisme cherche à inciter les Français à voyager à vélo. Les moyens mis en œuvre pour ce faire sont :
- la promotion / communication de la destination ;
- la mise en place du label Accueil Vélo[2] ;
- l'harmonisation de la signalisation / numérotation des itinéraires ;
- le développement de nouveaux itinéraires interrégionaux ;
- l'amélioration de la connaissance du marché et évaluation

## L'association
L'association France Vélo Tourisme est un groupement de professionnels issus du privé et du public qui met en action la démarche France Vélo Tourisme. Elle a été fondée en 2012 sous forme d'association loi 1901 par des experts du tourisme et de la filière vélo, rejoints par les trois grandes fédérations touristiques représentant les territoires :
- Fédération nationale des comités régionaux du tourisme (FNCRT)
- Réseau national des destinations départementales (RN2D)
- Fédération nationale des offices de tourisme et syndicats d'initiative (FNOTSI).

L'association collabore régulièrement avec les éditions Le Routard pour proposer aux touristes des guides de voyage à vélo.

## Le site internet
Le principal outil de France Vélo Tourisme est un site web qui conseille les futurs voyageurs à vélo. Le site regroupe un calculateur d'itinéraires, des suggestions d'hébergements et de parcours ainsi que les avis et témoignages d'usagers.
Existant depuis 2011, ce site web génère 1,5 million de visites par an (en 2019).
Courant 2018, le site web a été totalement remis à jour, pour proposer une interface plus moderne. L’État a participé au financement de cette nouvelle plateforme à hauteur de 40 000€.
Les itinéraires présentés sur le site web doivent régler annuellement des frais de maintien sur le portail, après avoir réglé un forfait d'intégration. Certains itinéraires peinent à trouver les sommes nécessaires pour mettre en avant leur destination, et courent le risque d'être supprimés de la plateforme.

## Label Accueil Vélo

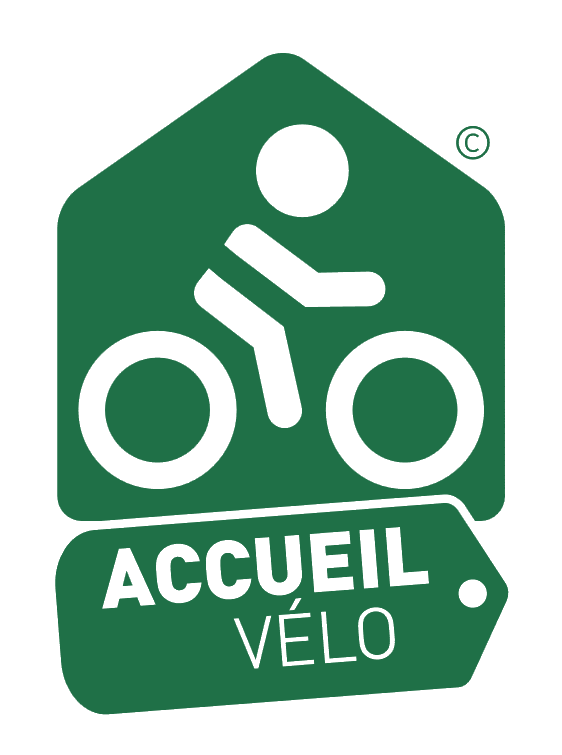
Logo Accueil Vélo de France Vélo Tourisme

Créé en 2008 par le Comité Régional du Tourisme Centre-Val de Loire, le label « Accueil Vélo » est étendu à tout le territoire national en 2010. Il peut être attribué à des hébergements, des loueurs ou réparateurs de cycles, des restaurateurs, des offices de tourisme et des sites touristiques. En 2022, cela représente 7 000 labellisés. En 2020, 70 % des 4000 labellisés étaient des hébergeurs. Ils sont concentrés sur les grands itinéraires.
Les établissements qui le reçoivent sont à moins de 5 km d'un itinéraire cyclable, disposent d'équipements pour stationner et réparer les vélos et proposent des services dédiés comme du transfert de bagages ou de la location de vélos : les critères varient selon le type d'établissement. Ils doivent notamment être ouverts au moins d'avril à septembre. Cette marque permet d'élever la qualité de service pour les cyclotouristes.